# Plagithmysus rusticus
Plagithmysus rusticus là một loài bọ cánh cứng trong họ Cerambycidae.